# Alain Frast
Alain Frast (* 20. September 1964 in Luxemburg; † 11. Juni 2010 in Esch an der Alzette) war ein luxemburgischer Journalist und Politiker.

## Leben
Bereits früh engagierte sich Frast in der Jugend der Christlich Sozialen Volkspartei sowie dem LCGB. Bekanntheit erlangte er jedoch in seiner Funktion als Journalist bei Radio Télé Luxemburg (RTL), später als Redakteur beim Radio DNR. 2007 wurde er Mitglied der Alternativen Demokratischen Reformpartei und arbeitete dort als deren Fraktionssprecher und Presseattaché. Im März 2010 wurde er zum Bezirkspräsidenten des Süden gewählt.
Bei der Parlamentswahl vom 7. Juni 2009 war er der Koordinator der gesamten Wahlkampagne für seine Partei, wo er sich ebenfalls als Kandidat aufstellte. Mit 5431 Stimmen schaffte er es auf den sechsten Platz der Liste und verpasste damit nur knapp sein Mandat, nachdem Tania Gibéryen auf ihr Mandat im Parlament verzichtete und Fernand Kartheiser für sie nachrückte.
Frast outete sich offen als homosexuell. Auf dem Gebiet der Homosexualität setzte er sich besonders im Kampf für mehr Rechte für gleichgeschlechtliche Paare ein. Am 11. Juni 2010 erlag er seinem Lungenkrebsleiden, von dem er erst drei Monate zuvor erfahren hatte. Auf seiner persönlichen Webseite dokumentierte er seine letzten Tage.